# Pindari
I Pindari sono stati una milizia irregolare dedita a razzie e saccheggi tra il XVII e i primi del XIX secolo nel subcontinente indiano. Inizialmente fiancheggiatori delle forze dell'Impero Mughal, svolsero il medesimo compito in quelle dei Maratha, e infine si dedicarono a perseguire i loro propri interessi prima di essere eliminati nella guerra pindarica del 1817-18.
La maggior parte di loro pare fosse musulmana e di origine afghana.
Erano pagati per le loro azioni esclusivamente col bottino predato. Combattevano a cavallo o come fanteria parzialmente armata, con l'incarico di creare caos e ottenere informazioni sulle posizioni del nemico a vantaggio dell'esercito che affiancavano. È possibile trovare le prime menzioni che li riguardano all'epoca delle campagne militari dell'Imperatore mughal Aurangzeb nel Deccan, ma la loro azione si allargò con le imprese militari dei Maratha contro i Mughal. Erano estremamente efficienti contro i loro nemici in virtù della loro rapidità e capacità di creare caos nei territori nemici, ma provocarono danni di non poco conto anche all'interno dei territori degli alleati, come nel raid contro Sringeri Sharada Peetham nel 1791.
Dopo numerosi casi di abusi perpetrati dai Pindari nei territori alleati, i Maratha (come Shivaji) intervennero per mettere un freno al loro comportamento violento, agendo per limitare le loro attività predatorie.
La maggioranza dei capi dei Pindari era musulmana, reclutata in ogni casta, a dire dell'Encyclopaedia Britannica. Per combattere i gruppi Pindari, gli asceti indù si trasformarono in guerrieri. Secondo David Lorenzen, dopo il collasso dell'Impero Mughala che cominciò dopo la morte di Aurangzeb, Nawwāb e reami Hindu entrarono in aperto conflitto contro di loro e altrettanto fecero fazioni armate. Proprietari terrieri locali organizzarono loro proprie milizie, mentre monaci e asceti che gravitavano sui vari templi assunsero mercenari per difendere i loro propri interessi. I Pindari vennero dispersi in tutta l'India centrale, il Deccan e le regioni che attualmente fanno parte del Gujarat, Uttar Pradesh, Bihar e Odisha (Orissa).
Dal 1795, invece di associarsi a un'impresa bellica altrui, i gruppi miliziani dei Pindari preferirono impadronirsi direttamente delle ricchezze per i loro leader e per loro stessi. Verso il 1800-1815 il numero di Pindari impegnato nelle razzie e nella cattura di esseri umani da rendere schiavi si aggirava tra i 20 000 e i 30 000, in grado di sfidare l'autorità dei sultanati islamici locali, dei regni Hindu e delle forze coloniali britanniche.
Il periodo tra il 1795 e il 1804 viene ricordato come il "Gardi-ka-wakt" ("periodo dei disordini") nell'India centro-settentrionale.
Lord Hastings, grande esponente del colonialismo britannico in India, guidò una coalizione di forze regionali ai primi del XIX secolo per mettere fine agli sconquassi provocati dai Pindari, grazie a un insieme di azioni belliche e all'offerta di impiego, con regolare salario, ai Pindari, in cambio dell'abbandono delle loro devastanti attività.

## Etimologia
Il termine Pindar potrebbe derivare da pinda, una bevanda alcolica. Si tratta di un termine Marathi che indicava un "fascio d'erba" o "colui che afferra". Alcuni pensano che potrebbe invece derivare da Bidari, termine presente in alcuni testi scritti.

## Aspetto
I Pindari del subcontinente indiano si adornavano il capo con un turbante, erano generalmente seminudi, indossando solo una cintura. Erano armati con modelli arcaici di letali Talwar  e indossavano antiquate calzature, che li rendevano ancor più terrorizzanti agli occhi di quanti erano vittime delle loro inaudite violenze.

## Storia

### L'era dei Sultanati islamici e dell'Impero Mughal
I sultanati del Deccan e la campagna di Aurangzeb nell'India centrale dispiegò i Pindari contro i reami Hindu come Golconda, oltre che in Bengala. Questa cavalleria senza paga era compensata per i suoi servigi con l'autorizzazione a "bruciare e depredare qualsiasi cosa". I Maratha hindu, nelle loro guerre contro i Mughal musulmani, portarono alla sua estrema logica questo concetto - dichiararono Raychaudhuri e Habib - espandendo la forza dei Pindari, incoraggiandoli non solo a saccheggiare i territori musulmani, ma a raccogliere e consegnare cibo al loro esercito regolare. L'esercito dei Maratha non portava mai al suo seguito provviste e usava procurarsi le risorse e le provviste necessarie, depredando il territorio nemico quando essi e invadevano e strappavano allo Stato mughal pezzi del suo collassante territorio.
Il viaggiatore e medico Niccolò Manucci, riguardo al suo ricordo dell'Impero Mughal, scrive: "i Pindari sono i primi ad invadere il territorio del nemico, saccheggiando tutto quello che trovano".
Secondo lo storico e indologo Richard Eaton, il saccheggio delle regioni di confine faceva parte della strategia che ha contribuito alla ricchezza, la quale spinse i sultanati nel subcontinente indiano.